# التجاني الطيب بابكر
التجاني الطيب بابكر (1927 - 2011)، هو سياسي سوداني. وهو أحد مؤسسي الحزب الشيوعي السوداني في أربعينات القرن العشرين، وأحد أبرز قيادات التجمع الوطني الديمقراطي.

## ولادته ونشأته
- ولد في شندي وهي مدينة شمال الخرطوم عاصمة السودان ودرس فيها المرحلة الابتدائية ودرس المرحلة المتوسطة في امدرمان والمرحلة الثانوية في كلية غرودن التذكارية. اتجه إلى مصر بداية عام 1947 وقبل بجامعة فؤاد، اعتقل في مايو 1948 في القاهرة بسبب نشاطاته الشيوعية واحتجز بمعسكر الهكوستيب إلى أن تم ترحيله للسودان فوصل إلى شندي يوم 30 4 (عدد) 1949.موطنه شندي ولكنه يقضي معظم وقته بام درمان، عمل كمعلم بمدرسة الأحفاد ام درمان [1]
- تزوج من بت عمه فتحية البدوي بابكر ولد منها بنته الوحيدة عزة.قضى في السجون حوالى 12 (توضيح)[ ؟ ] عاما وعشرة سنوات تحت الأرض [2]
- وصفه الحزب الاشتراكى الاسترالى بانه وهب قرون من حياته من اجل كفاح الشعب السودانى وبرحيله يفقد العالم والسودان رجل ومناضل وهب حياته من اجل الفقراء والكادحين.[3]
- كان هو آخر جيل في مستوى المرحلة الثانوية بكلية غردون 1945 ، من بعد أتت المدارس الثانوية ذات الكينونة الريفية، من جيله: دفعة 1945: عوض عبد الرازق، عبد الخالق محجوب وعثمان وقيع الله ومحمد خير البدوي ومصطفى حسن والوسيلة وأحمد محمد خير.[4]

## التجانى وعالم الصحافة
- أسس التجاني الطيب بابكر جريدة الضياء عام 1968 وكان صاحب الامتياز ورئيس التحرير. صدرت الجريدة[ ؟ ] بعد حل الحزب الشيوعى السودانى واغلاق صحيفة الميدان، صدرت كجريدة جديدة تماما إلى جانيها أخبار الاسبوع الجريدة التي كان يملكها صديق الحزب الشيوعى السودانى الاستاذ عوض برير واستمرت الضياء وقتها لمدة عام حتى العام 1969[5]
- في الفترة 7 (عدد) 85 – 6 (عدد) 1989 كان رئيس تحرير صحيفة (الميدان) الناطقة باسم الحزب الشيوعي السوداني.[6]
- الاستاذ التجاني الطيب مدرسة في العمل الصحفي والحزبي الملتزم وذو مقدرة على صياغة وكتابة المواقف السياسية الرصينة وهو أحد اساتذة جيلناو الاجيال التي تلت تاسيس الحركة الوطنية الحديثة ضد الاستعمار البريطاني.[7]

## لمحة عن التجاني الطيب بابكر
- اشتهر بكتابة افتتاحية صحيفة الميدان[ ؟ ]
- تدرب على يديه الكثير من الصحفيين
- عاش وقضى معظم حياته في السجون وتحت الأرض
- منذ تلك السنوات الباكرة وحتى مماته ظل ثابتاً في انحيازه للديمقراطية والتقدم الاجتماعي

## وفاته
فقده السودانيين برحيله المفاجى في صباح يوم 23 نوفمبر 2011، شيعته جماهير غفيرة يوم 24 (توضيح)[ ؟ ] نوفمبر 2011 إلى مقابر البكرى بامدرمان تقدمها حسن الترابي ومولانا حسن أبو سبيب وبحضور كافة قيادات الحزب وممثلي القوى السياسية.

## من اقواله
```
* نحن مع الخيارات التي حددتها مقررات مؤتمر القضايا المصيرية: الديمقراطية والتعددية والاقتسام العادل للسلطة والثروة والمساواة في الحقوق والواجبات. ونحن مع سودان موحد ولامركزية (بدون مصطلحات) تمنح الاقاليم والأطراف صلاحيات واسعة على حساب المركز، بدون أي تهديد للوحدة الوطنية.
[
9
]
```

```
* جزء من مرافعة المناضل ]] التجانى الطيب بابكر [[امام محكمة أمن الدولة و التي قضت بالحكم عليه بالسجن عشر سنوات في 
اكتوبر
 
1982

السادة رئيس واعضاء المحكمة
ليست هذه أول مرة اواجه فيها القضاء، فانا مناضل منذ الصبا الباكر، أي قبل أكثر من اربعين عاما، والفضل في ذلك يعود إلى ابي ومعلمي الذي كان قائدا لثورة 
1924
 في 
شندي
 وظل وطنيا غيورا حتى وفاته قبل شهور، كما يعود إلى جيلنا العظيم جيل الشباب الذي حمل على اكتافه القوية اعباء نهوض الحركة الوطنية والديمقراطية الحديثة. وانني اعتز بانني كنت من المبادرين والمنظمين البارزين لأول مظاهرة بعد 
24 (توضيح)
[
 ؟ 
]
 وهي مظاهرة طلاب المدارس العليا في 
مارس
 
1946
، واعتز بانني كطالب في 
مصر
 اديت نصيبي المتواضع في النضال المشترك مع الشعب المصري الشقيق ضد الاستعمار وحكومات السراي والباشوات ونلت معه نصيبي المتواضع من الاضطهاد باعتقالي سنة وقطع دراستي، واعتز بانني شاركت مع رفاق اعزاء في كل معارك شعبنا من اجل الحرية والتقدم الاجتماعي والديمقراطي، وقمت بدوري المتواضع في بناء الحركة العمالية وتنظيماتها ونقاباتها والحركة الطلابية واتحاداتها، واعتز بانني في سبيل وطني وشعبي شردت واعتقلت وسجنت ولوحقت وانني لم اسع إلى مغنم ولم اتملق حاكما ولا ذا سلطة ولم اتخلف عن التزاماتي الوطنية كما اعتز بانني ما زلت مستعدا لبذل كل تضحية تتطلبها القضية النبيلة التي كرست لها حياتي، قضية حرية الوطن وسيادته تحت رايات الديمقراطية والاشتراكية. ولست اقول هذا بأية نزعة فردية فانا لا اجد تمام قيمتي وذاتي وهويتي الا في خضم النضال الذي يقوده شعبنا وقواه الثورية، الا كمناضل يعبر عن قيم وتطلعات واهداف ذلك النضال، الا عبر تاريخ شعبنا ومعاركه الشجاعة التي بذل ويبذل فيها المال والجهد والنفس دون تردد في سبيل الحرية والديمقراطية والتقدم الاجتماعي، انني جزء لا يتجزأ من هذا التاريخ المجيد وهذه القيم والتطلعات النبيلة. ان هدف السلطة من تقديمي لهذه المحاكمة ليس شخصي بالدرجة الأولى وانما مواصلة مساعيها لمحو التاريخ الذي امثله والتطلعات التي اعبر عنها.. ولكن هيهات.. وشكرا على سعة صدركم.
[
10
]
```

- ليس هنالك حزب يختار العمل في الخفاء طواعية. هنالك عوامل دفعتنا للعمل السرى وهو عمل شاق وقاسى نفسيا وماديا ويضييق علاقة الحزب بالجماهير. ان ظروف العمل السرى مفروضة علينا لتفادى اعتقال القيادات والكوادر وهي تحد من حركة وعمل الحزب، مثال على ذلك تحرر الجريدة سرا وتطبع سرا وتوزع سرا. أنا شخصيا جربت الاختفاء ومشقته.. توتر 24 (توضيح)[ ؟ ] ساعة لايام واسابيع وشهور وسنوات.. والاختفاء وضع شاق ويحتاج لمجهود مضن والمختفى يختفى عن جميع مظاهر الحياة (الاهل، الأصدقاء، الاسرة). الشيوعيون السودانيون يعتقلون بالسنين ويتعرضون للاضطهاد والتعذيب والحرمان من ابسط ضروريات الحياة ويتحملون ببسالة وشجاعة وصمود دون شكوى أو ملل ايمانا منهم بقضايا شعبهم، الحزب لا يفرض الاختفاء على كوادره ولكن هذه الكوادر مقتنعة بضرورة الاختفاء الذي يتطلب شجاعة وقدرات عالية. نعم أن العمل السرى يقلل كثيرا من نشاط الحزب وسط الجماهير علما بأن الكوادر المختفية اختفت لكى تعمل في تلك الظروف وهي بالفعل تعمل في تلك الظروف الشاقة، والحزب يعمل على تقليل عدد المختفين بقدر الإمكان.[11]